# Ликра
Ликра или еластан е търговското наименование на материала spandex (спандекс), който е еластомерна нишка от сегментиран полиуретан с много висока еластичност, устойчивост на деформация и огъване. Името произлиза от английската дума expand – „разширявам“.

## История
Ликрата е известна със своята изключителна еластичност. Тя е по-здрава и трайна от каучука – нейния основен несинтетичен конкурент.
Първото промишлено производство на полиуретанови влакна започва в САЩ през 1958 г., през 1962 – 1964 г. в Европа, през 1963 г. – в Япония.

## Структура
Линейният полиуретан има блокова макромолекулна структура, състояща се от редуващи се твърди и гъвкави сегменти с по-силно извити молекулярни вериги: сегменти, осигуряващи високо еластична деформация и твърди сегменти, съдържащи полиуретанови и карбамидни групи, които позволяват взаимодействие между макромолекулите, както и необходимата, макар и ограничена, устойчивост на топлина.
Поради химическия си състав, ликрата често се отнася към групата на алергените.

## Приложение
Използва се за дамско еластично бельо и медицински чорапи. Използва се също при сърцевинните прежди и при производство на еластични платове и трикотаж за горно облекло. Ликра (спандекс) се използва в производството на облекла, при които удобството е от особена важност, като например: спортна екипировка, бански костюми, ски панталони, ръкавици, трикотаж, чорапи, бельо и други.